# Plan B Entertainment
 (juillet 2018).
Si vous disposez d'ouvrages ou d'articles de référence ou si vous connaissez des sites web de qualité traitant du thème abordé ici, merci de compléter l'article en donnant les références utiles à sa vérifiabilité et en les liant à la section « Notes et références ».
Pour les articles homonymes, voir Plan B (homonymie).
Plan B Entertainment, Inc. est une société de production de cinéma américaine fondée en 2002 par Brad Pitt, Brad Grey, et Jennifer Aniston. En 2006, Brad Pitt devient le seul propriétaire ; la société détient actuellement un accord de sortie avec Paramount Pictures, en même temps que Warner Bros. Pictures et 20th Century Studios.
À ce jour, la société de production a produit une série de films à succès, y compris Troie, Charlie et la chocolaterie, Les Infiltrés et L'Assassinat de Jesse James par le lâche Robert Ford, entre autres. 
En décembre 2022, le groupe de médias français Mediawan, fondé par Pierre-Antoine Capton, Xavier Niel et Matthieu Pigasse, annonce l'acquisition de 60% de Plan B Entertainment, société alors valorisée à plus de 300 millions de dollars. 

## Filmographie

### Années 2000
- 2004 : Troie (Troy) de Wolfgang Petersen
- 2005 : Charlie et la chocolaterie (Charlie and the Chocolate Factory) de Tim Burton
- 2006 : Les Infiltrés (The Departed) de Martin Scorsese
- 2006 : Courir avec des ciseaux (Running with Scissors) de Ryan Murphy
- 2007 : Year of the Dog de Mike White
- 2007 : Un cœur invaincu (A Mighty Heart) de Michael Winterbottom
- 2007 : L'Assassinat de Jesse James par le lâche Robert Ford (The Assassination of Jesse James by the Coward Robert Ford) d'Andrew Dominik
- 2009 : Les Vies privées de Pippa Lee ('The Private Lives of Pippa Lee) de Rebecca Miller
- 2009 : Hors du temps (The Time Traveler’s Wife) de Robert Schwentke

### Années 2010
- 2010 : Kick-Ass de Matthew Vaughn
- 2010 : Mange, prie, aime (Eat Pray Love) de Ryan Murphy
- 2011 : The Tree of Life de Terrence Malick
- 2011 : Le Stratège de Bennett Miller
- 2012 : Cogan: Killing Them Softly (Killing Them Softly)
- 2013 : World War Z de Marc Forster
- 2013 : Kick-Ass 2 de Jeff Wadlow
- 2013 : Twelve Years a Slave de Steve McQueen
- 2014 : Nightingale d'Elliott Lester
- 2014 : Selma d'Ava DuVernay
- 2014 : The Normal Heart (téléfilm) de Ryan Murphy
- 2015 : True Story de Rupert Goold
- 2015 : Vue sur mer (By The Sea) d'Angelina Jolie
- 2015 : The Big Short : Le Casse du siècle (The Big Short) d'Adam McKay
- 2016 : Voyage of Time : Au fil de la vie (Voyage of Time) de Terrence Malick
- 2016 : Moonlight de Barry Jenkins
- 2016 : The OA (série TV)
- 2016 : The Lost City of Z de James Gray
- 2017 : War Machine de David Michôd
- 2017 : Okja de Bong Joon-ho
- 2017 : La Vie, ma vie (Brad's Status) de Mike White
- 2018 : Sweetbitter (série TV)
- 2018 : Si Beale Street pouvait parler de Barry Jenkins
- 2018 : Vice d'Adam McKay
- 2018 : My Beautiful Boy (Beautiful Boy) de Felix Van Groeningen
- 2019 : Ad Astra de James Gray
- 2019 : The Last Black Man in San Francisco de Joe Talbot
- 2019 : Le Roi de David Michod

### Années 2020
- 2020 : The Third Day de Felix Barrett (en) et Dennis Kelly (mini-série TV)
- 2020 : Irresistible de Jon Stewart
- 2020 : Minari de Lee Isaac Chung
- 2020 : Kajillionaire de Miranda July
- 2022 : Father of the Bride de Gary Alazraki
- 2022 : Blonde d'Andrew Dominik
- 2022 : She Said de Maria Schrader
- 2023 : The Killer de David Fincher
- 2024 : Wolfs de Jon Watts
- 2024 : Beetlejuice 2 de Tim Burton
- 2024 : Nickel Boys de RaMell Ross
- 2025 : Mickey 17 de Bong Joon-ho
- 2025 : F1 de Joseph Kosinski
- 2025 : Hedda de Nia DaCosta
- 2026 : The Adventures of Cliff Booth de David Fincher